# Une femme à abattre (film)
Ne doit pas être confondu avec Une femme à abattre (téléfilm).
Pour plus de détails, voir Fiche technique et Distribution.
Une femme à abattre (titre original : To the Limit) est un film américain réalisé par Raymond Martino en 1995.

## Synopsis
Franck Da Vinci se marie avec Lupe, qui l'a aidé à recueillir sa nièce Mary. Mais le jour du mariage, se produit un bain de sang, dans lequel la CIA est impliquée. Tout remonte à des histoires d'anciens combattants du Viet Nam ; interviennent alors les amis mafieux de Franck, et aussi un agent très féminin de la CIA, Colette, compagne de China Smith, un allié de Franck... 

### Remarque
- Suite de Tueur sur commande, du même réalisateur. Mais la présence de Anna Nicole Smith dans la distribution fait passer l'épisode dans le genre érotique.

## Fiche technique
- Titre anglais : To the Limit
- Scénario : Raymond Martino, William Stroum, Joey Travolta
- Musique : Jim Halfpenny
- Photographie : Henryk Cymerman
- Montage : John Dagnen
- Production : PM Entertainment Group
- Durée : 98 min
- Genre : thriller érotique
- Pays :  États-Unis
- Langue : anglais
- Couleur
- Son : stéréo
- Classification : États-Unis : R (certificat #33753 ; érotisme et violence)

## Distribution
- Anna Nicole Smith : Colette Dubois / Vickie Lynn[1]
- Joey Travolta : Frank DaVinci
- John Aprea : Philly Bambino
- David Proval : Joey Bambino
- Branscombe Richmond : Don Williams
- Michael Nouri : Thomas 'China' Smith
- Jack Bannon : Arthur Jameson
- Lydie Denier : Frannie
- Floyd Levine : Father Rich
- Gino Dentie : Elvis
- Melissa Martino : Mary Bain
- Alexander Marshall : Keith
- Rebecca Ferratti : Lupe
- Kathy Shower : Vinnie
- George Simonelli : Benny